# Mađarska vaterpolska reprezentacija
Mađarska vaterpolska reprezentacija predstavlja državu Mađarsku u športu vaterpolu. Najtrofejnija je vaterpolska, ali i općenito, uz američku košarkašku reprezentaciju, najtrofejnija sportska nacionalna momčad.

## Nastupi na velikim natjecanjima

### Olimpijske igre
- 1912.: prvi krug
- 1924.: prvi krug
- 1928.:  srebro
- 1932.:  zlato
- 1936.:  zlato
- 1948.:  srebro
- 1952.:  zlato
- 1956.:  zlato
- 1960.:  bronca
- 1964.:  zlato
- 1968.:  bronca
- 1972.:  srebro
- 1976.:  zlato
- 1980.:  bronca
- 1988.: 5. mjesto
- 1992.: 6. mjesto
- 1996.: 4. mjesto
- 2000.:  zlato
- 2004.:  zlato
- 2008.:  zlato
- 2012.: 5. mjesto
- 2016.: 5. mjesto
- 2020.:  bronca

### Svjetska prvenstva
- 1973.:  zlato
- 1975.:  srebro
- 1978.:  srebro
- 1982.:  srebro
- 1986.: 9. mjesto
- 1991.:  bronca
- 1994.: 5. mjesto
- 1998.:  srebro
- 2001.: 5. mjesto
- 2003.:  zlato
- 2005.:  srebro
- 2007.:  srebro
- 2009.: 5. mjesto
- 2011.: 4. mjesto
- 2013.:  zlato
- 2017.:  srebro
- 2019.: 4. mjesto
- 2022.: 7. mjesto

### Svjetski kupovi
- 1979.:  zlato
- 1981.: 6. mjesto
- 1983.: 7. mjesto
- 1989.:  bronca
- 1991.: 4. mjesto
- 1993.:  srebro
- 1995.:  zlato
- 1997.:  bronca
- 1999.:  zlato
- 2002.:  srebro
- 2006.:  srebro
- 2014.:  srebro
- 2018.:  zlato

### Svjetske lige
- 2002.:  bronca
- 2003.:  zlato
- 2004.:  zlato
- 2005.:  srebro
- 2007.:  srebro
- 2013.:  srebro
- 2014.:  srebro
- 2018.:  srebro
- 2019.: 5. mjesto

### Europska prvenstva
- 1926.:  zlato
- 1927.:  zlato
- 1931.:  zlato
- 1934.:  zlato
- 1938.:  zlato
- 1947.: 4. mjesto
- 1954.:  zlato
- 1958.:  zlato
- 1962.:  zlato
- 1966.: 5. mjesto
- 1970.:  srebro
- 1974.:  zlato
- 1977.:  zlato
- 1981.:  bronca
- 1983.:  srebro
- 1985.: 5. mjesto
- 1987.: 5. mjesto
- 1989.: 9. mjesto
- 1991.: 5. mjesto
- 1993.:  srebro
- 1995.:  srebro
- 1997.:  zlato
- 1999.:  zlato
- 2001.:  bronca
- 2003.:  bronca
- 2006.:  srebro
- 2008.:  bronca
- 2010.: 4. mjesto
- 2012.:  bronca
- 2014.:  srebro
- 2016.:  bronca
- 2018.: 8. mjesto
- 2020.:  zlato
- 2022.:  srebro

### Europski kupovi
- 2018.: 6. mjesto
- 2019.:  zlato

## Sastavi na svjetskim prvenstvima
- 1973.: Balazs Balla, Andrá Bodner, Gabor Csapo, Tibor Czervengak, Tamas Farago, István Görgenyi, Zoltán Kasas, Ferenc Konrad, Endre Molnar, László Sarosi, István Szivos ml.[1]
- 1975.:
- 1978.:
- 1982.:
- 1986.:
- 1991.:
- 1994.:
- 1998.:
- 2001.:
- 2003.: Tibor Benedek, Peter Biros, Rajmund Fodor, Istvan Gergely, Tamas Kasas, Gergely Kiss, Norbert Madaras, Tamas Molnar, Zoltan Szeci, Barbabas Steinmetz, Tamas Varga, Zsolt Varga, Attila Vari[1]
- 2005.:
- 2007.:
- 2009.:
- 2011.:
- 2019.: Viktor Nagy, Dániel Angyal, Krisztián Manhercz, Gergő Zalánki, Márton Vámos, Tamás Mezei, Tamás Sedlmayer, Szilárd Jansik, Zoltán Pohl, Dénes Varga, Bence Bátori, Balázs Hárai, Soma Vogel; izbornik Tamás Märcz

## Sastav
Stanje na [navesti nadnevak]
| Ime i prezime       | Klub      |
| ------------------- | --------- |
| László Baksa        | Szeged    |
| Viktor Nagy         | Vasas     |
| Zoltán Szécsi       | Eger      |
| Péter Biros         | Eger      |
| Miklós Gór-Nagy     | Honvéd    |
| Balázs Hárai        | Honvéd    |
| Norbert Hosnyánszky | Eger      |
| Gergely Katonás     | Vasas     |
| Tamás Kásás         | Pro Recco |
| Gábor Kis           | Szolnok   |
| Gergely Kiss        | Vasas     |
| Norbert Madaras     | Pro Recco |
| Ádám Steinmetz      | Vasas     |
| Dénes Kemény        |           |